# Casarano Calcio 1992-1993
Questa pagina raccoglie le informazioni riguardanti il Casarano Calcio nelle competizioni ufficiali della stagione 1992-1993.

## Rosa
| N. |                   | Ruolo | Calciatore           |
| -- | ----------------- | ----- | -------------------- |
|    | Italia (bandiera) | D     | Giovanni Bozzia      |
|    | Italia (bandiera) | P     | Antonio Bruno        |
|    | Italia (bandiera) | D     | Nicola Calabro       |
|    | Italia (bandiera) | D     | Marco Carrozzo       |
|    | Italia (bandiera) | A     | Giuseppe Caruso      |
|    | Italia (bandiera) | D     | Antonio Chiappetta   |
|    | Italia (bandiera) | C     | Andrea De Gregorio   |
|    | Italia (bandiera) | C     | Massimo De Solda (I) |
|    | Italia (bandiera) | C     | Fabrizio Ferrigno    |
|    | Italia (bandiera) | C     | Cosimo Greco         |
|    | Italia (bandiera) | A     | Lorenzo Intrieri     |
|    | Italia (bandiera) | C     | Oscar Lasagni        |
|    | Italia (bandiera) | D     | Marco Monza          |

| N. |                   | Ruolo | Calciatore           |
| -- | ----------------- | ----- | -------------------- |
|    | Italia (bandiera) | P     | Cesare Morciano      |
|    | Italia (bandiera) | D     | Cosimo Oliva         |
|    | Italia (bandiera) | A     | Nicola Palermo       |
|    | Italia (bandiera) | C     | Massimiliano Pani    |
|    | Italia (bandiera) | A     | Francesco Passiatore |
|    | Italia (bandiera) | C     | Marco Polo           |
|    | Italia (bandiera) | C     | Maurizio Raggi       |
|    | Italia (bandiera) | P     | Tiziano Ramon        |
|    | Italia (bandiera) | C     | Fabio Romano         |
|    | Italia (bandiera) | C     | Riccardo Sardelli    |
|    | Italia (bandiera) | C     | Maurizio Teodorani   |
|    | Italia (bandiera) | C     | Alessandro Toti      |
|    | Italia (bandiera) | A     | Massimiliano Vadacca |

## Risultati

### Campionato

#### Girone di andata
| 30 agosto 1992 1ª giornata | Casarano | 0 – 1 | Acireale |  |

| 6 settembre 1992 2ª giornata | Siracusa | 0 – 0 | Casarano |  |

| 13 settembre 1992 3ª giornata | Giarre | 1 – 0 | Casarano |  |

| 20 settembre 1992 4ª giornata | Casarano | 0 – 0 | Catania |  |

| 27 settembre 1992 5ª giornata | Lodigiani | 1 – 0 | Casarano |  |

| 4 ottobre 1992 6ª giornata | Casarano | 1 – 1 | Salernitana |  |

| 18 ottobre 1992 7ª giornata | Potenza | 2 – 0 | Casarano |  |

| 25 ottobre 1992 8ª giornata | Casarano | 0 – 0 | Avellino |  |

| 1º novembre 1992 9ª giornata | Ischia Isolaverde | 0 – 0 | Casarano |  |

| 8 novembre 1992 10ª giornata | Casarano | 2 – 0 | Reggina |  |

| 15 novembre 1992 11ª giornata | Casertana | 2 – 1 | Casarano |  |

| 22 novembre 1992 12ª giornata | Casarano | 1 – 1 | Palermo |  |

| 29 novembre 1992 13ª giornata | Barletta | 1 – 1 | Casarano |  |

| 16 dicembre 1992 14ª giornata | Casarano | 0 – 0 | Chieti |  |

| Nola 13 dicembre 1992 15ª giornata | Nola              | 0 – 0 | Casarano | Stadio Comunale Piazza d'Armi (3.000 spett.)\| Arbitro: \| Capraro (Cassino) \| |
| Arbitro:                           | Capraro (Cassino) |       |          |                                                                                 |

| 20 dicembre 1992 16ª giornata | Casarano | 2 – 0 | Messina |  |

| 27 dicembre 1992 17ª giornata | Perugia | 0 – 2 | Casarano |  |

#### Girone di ritorno
| 24 gennaio 1993 18ª giornata | Acireale | 1 – 0 | Casarano |  |

| 31 gennaio 1993 19ª giornata | Casarano | 1 – 0 | Siracusa |  |

| 7 febbraio 1993 20ª giornata | Casarano | 2 – 0 | Giarre |  |

| 14 febbraio 1993 21ª giornata | Catania | 2 – 1 | Casarano |  |

| 21 febbraio 1993 22ª giornata | Casarano | 1 – 1 | Lodigiani |  |

| 7 marzo 1993 23ª giornata | Salernitana | 1 – 1 | Casarano |  |

| 14 marzo 1993 24ª giornata | Casarano | 1 – 0 | Potenza |  |

| 21 marzo 1993 25ª giornata | Avellino | 1 – 0 | Casarano |  |

| 28 marzo 1993 26ª giornata | Casarano | 1 – 1 | Ischia Isolaverde |  |

| 4 aprile 1993 27ª giornata | Reggina | 1 – 0 | Casarano |  |

| 18 aprile 1993 28ª giornata | Casarano | 2 – 1 | Casertana |  |

| 25 aprile 1993 29ª giornata | Palermo | 2 – 0 | Casarano |  |

| 2 maggio 1993 30ª giornata | Casarano | 1 – 2 | Barletta |  |

| 9 maggio 1993 31ª giornata | Chieti | 1 – 0 | Casarano |  |

| Casarano 16 maggio 1993 32ª giornata | Casarano        | 0 – 0 | Nola | Stadio Giuseppe Capozza (1.500 spett.)\| Arbitro: \| Gronda (Genova) \| |
| Arbitro:                             | Gronda (Genova) |       |      |                                                                         |

| 23 maggio 1993 33ª giornata | Messina | 1 – 1 | Casarano |  |

| 30 maggio 1993 34ª giornata | Casarano | 2 – 3 | Perugia |  |